# Зауральный
Зауральный — посёлок в Оренбургском районе Оренбургской области. Административный центр Заурального сельсовета.

## География
Посёлок расположен недалеко от районного центра — Оренбурга.
Часовой пояс
Посёлок Зауральный как и вся Оренбургская область, находится в часовой зоне МСК+2. Смещение применяемого времени относительно UTC составляет +5:00.

## Название
Вопреки своему названию, посёлок по отношению к райцентру - Оренбургу - располагается не за рекой Урал. Не относится эта территория к Зауралью и по строению поверхности. Похоже, такое имя населённого пункта, появившееся у него во второй половине  ХХ столетия, - результат какого-то недоразумения.

## Население
| 2002 | 2010  |
| ---- | ----- |
| 1063 | ↗1087 |

Достопримечательности
В поселке находился Оренбургский Успенский Макарьевский второклассный общежительный мужской монастырь.

## Галерея
Источники
ГАОО (Государственный архив Оренбургской области), Ф. 173, Оп. 3, Д. 4905. Дело об открытии Оренбургского Успенско-Макарьевского монастыря 18 февраля 1893 г.